# کا (کتاب جنگل)
کا (به انگلیسی: Kaa) شخصیت داستانی از داستان‌های کتاب جنگل است که توسط رودیارد کیپلینگ نوشته شده‌است. کا یکی از مربیان و دوستان معتمد موگلی است.